# Peng Zhaoqin
Dans ce nom, le nom de famille, Peng, précède le nom personnel.
Peng Zhaoqin (en chinois 彭肇勤, née le 8 mai 1968 à Canton, Guangdong en Chine) est une joueuse d'échecs néerlandaise d'origine chinoise,  grand maître international (titre mixte) depuis 2004. Elle réside aux Pays-Bas depuis 1996.
Au 1er août 2015, elle est la no 2 néerlandaise (après Anne Haast) avec un classement Elo de 2 377 points.

## Carrière aux échecs
Peng a reçu le titre de grand maître international (mixte) en octobre 2004, à la suite de sa performance au championnat d'Europe d'échecs individuel féminin (deuxième au départage, vice-championne d'Europe à égalité de points (9,5/12) avec Alexandra Kosteniouk et avec une performance Elo de 2 626 points). Elle a remporté trois fois le championnat national féminin chinois (en 1987, 1990 et 1993) et celui des Pays-Bas à de multiples reprises consécutives. Elle a été pendant longtemps la meilleure joueuse d'échecs néerlandaise.